# Decidua basale
La decidua basale è il risultato dell'accrescimento e della proliferazione delle cellule dello strato funzionale dell'endometrio durante la gravidanza. Si forma sotto l'influenza del progesterone e del LH.
L'accrescimento avviene in seguito alla secrezione di HCG da parte del sinciziotrofoblasto.
Le cellule diventano voluminose e assumono una caratteristica forma poliedrica.
La decidua assieme al trofoblasto costituirà la futura placenta.

## Struttura
La porzione di decidua che interagisce con il trofoblasto è la decidua basalis (chiamato anche decidua placentalis), mentre la decidua capsularis cresce sopra l'embrione sul lato luminare, racchiudendolo nell'endometrio.
Il resto della decidua è definita decidua parietalis o decidua vera, e si fonderà con la decidua capsularis entro il quarto mese di gestazione.
Si possono quindi descrivere tre strati morfologicamente distinti della decidua basalis:
- Strato esterno compatto (stratum compactum)
- Strato intermedio (stratum spongiosum)
- Strato di confine adiacente al miometrio (strato basale)

All'interno della decidua, depositi fibrinoidi occasionali si formano dove il sinciziotrofoblasto è danneggiato. La regione di deposizione fibrinoide in cui i trofoblasti incontrano la porzione compatta della decidua basalis è chiamata strato di Rohr, mentre i depositi fibrinoidi che si verificano tra lo strato compatto e spugnoso della decidua basalis sono chiamati lo strato di Nitabuch. Questo strato è assente nella placenta accreta.
La decidua ha un aspetto istologicamente distinto, mostrando grandi cellule decidue poligonali nello stroma. Queste sono cellule stromali endometriali allargate, che somigliano a cellule epiteliali (e sono pertanto definite "epitelioidi").
La decidualizzazione include il processo di differenziazione dei fibroblasti stromali a forma di mandrino nelle cellule decidue secretose pluviali che creano una matrice extracellulare pericellulare ricca di fibronectina e laminina (simile alle cellule epiteliali).
La vascolarizzazione, così come la permeabilità vascolare, è migliorata nell'endometrio decidualizzante.
La sua popolazione leucocitaria è distinta, con la presenza di grandi leucociti granulari endometriali, mentre i leucociti polinucleari e cellule B sono numericamente scarse.
I grandi linfociti granulari (CD56 positivi) sono chiamati "cellule NK uterine" o "cellule uNK" nei topi, e "cellule NK deciduali" o "cellule dNK" negli esseri umani.

## Funzione
Come l'interfaccia materna all'embrione, la decidua partecipa agli scambi di nutrizione, gas e rifiuti con la gestazione. Protegge anche la gravidanza dal sistema immunitario materno. Inoltre, la decidua deve consentire un'invasione molto controllata del trofoblasto.
Nei disturbi placentari invasivi come la placenta accreta, la decidualizzazione è stata trovata costantemente carente.

### Produzione ormonale
La decidua secerne ormoni, fattori di crescita e citochine. Ha recettori per estrogeni, progesterone, ormone della crescita e altri ormoni.
Tra i suoi prodotti ci sono ormoni comunemente associati ad altri organi come cortisolo, CRF, GnRH, prolattina e relaxina. La prolattina deciduale non è sotto controllo dopaminergico.
La proteina della gravidanza 14 (PP-14), chiamata anche proteina placentare 12, e la proteina legante il fattore di crescita insulino-simile 1 (IGFBP1) sembrano essere prodotti specifici del rivestimento deciduale.
Altri fattori rilasciati includono interleuchina-15 e fattore di crescita endoteliale vascolare (VEGF). Una ragionevole comprensione del ruolo e dell'interazione di questi ormoni e fattori non è stata ancora sviluppata.

## Significato clinico
Un'infezione duratura della decidua, deciduite cronica, è associata al travaglio pre-termine.